# Parafia św. Walentego w Unierzyżu
Parafia pw. Świętego Walentego w Unierzyżu – parafia rzymskokatolicka należąca do dekanatu strzegowskiego, diecezji płockiej, metropolii warszawskiej.

## Miejsca kultu
Kościół parafialny;
Kościół pw. św. Walentego w Unierzyżu
W Unierzyżu znajduje się kościół pod wezwaniem św. Walentego, wybudowany i konsekrowany w 2000.
Cmentarz
Na cmentarzu parafialnym spoczywa m.in. dowódca oddziału powstańczego z 1863 Tomasz Kolbe. Na cmentarzu znajduje się również pomnik nieznanych żołnierzy poległych w obronie Unierzyża podczas II wojny światowej.

## Obszar parafii
W granicach parafii znajdują się miejscowości:

- Aleksandrowo,
- Giżynek,
- Giżyn,
- Budy Giżyńskie,
- Budy Wolińskie,
- Budy Polskie,
- Grabina,
- Baranek,
- Mączewo,
- Topolewszczyzna,
- Wola Kanigowska,
- Kuskowo,
- Zabiele.